# Reisfeld (Igersheim)
Reisfeld ist ein Weiler bei Igersheim im Main-Tauber-Kreis im fränkisch geprägten Nordosten Baden-Württembergs.

## Geschichte
Der Ort wurde im Jahre 1248 erstmals urkundlich als Risefelt erwähnt. 1269 folgte eine weitere Erwähnung als Risvelt. Der Ort war einst Zubehör der Herrschaft Neuhaus. Bereits im Jahre 1269 erwarb der Deutsche Orden mit hohenlohischer Zustimmung Besitz der von Seinsheim am Ort. Reisfeld kam mit der Herrschaft Neuhaus größtenteils an den Deutschen Orden, der zu Beginn des 15. Jahrhunderts Güter und Rechte von den von Ehenheim und von Leuzenbronn sowie den Mertin aus Mergentheim aufkaufte. Am Anfang des 19. Jahrhunderts gehörte Reisfeld zur Altgemeinde Harthausen. 1847/48 wurde durch private Stiftung eine Feldkapelle zur Schmerzhaften Mutter Gottes errichtet.

## Kulturdenkmale
Kulturdenkmale in der Nähe des Wohnplatzes sind in der Liste der Kulturdenkmale in Igersheim verzeichnet.

## Verkehr
Der Ort ist über eine von der K 2849 abzweigende Straße zu erreichen.

## Sonstiges
Einige Vorfahren des späteren Ministerpräsidenten von Württemberg Hermann von Mittnacht stammten aus Reisfeld.